# Пассек Тетяна Сергіївна
Тетя́на Сергі́ївна Пассе́к (рос. Татьяна Сергеевна Пассек; 2 (15) серпня 1903, Санкт-Петербург — 4 серпня 1968, Москва) — російська вчена-археолог. Доктор історичних наук (1949). Старший науковий співробітник Інституту археології Академії наук СРСР. Дослідниця трипільської культури. Лавреатка Сталінської премії (1950).

## Життєпис
1924 року закінчила відділення археології та історії мистецтв факультету суспільних наук Ленінградського університету. Серед її вчителів був археолог Олександр Спіцин. Далі навчалася в аспірантурі при Ленінградському університеті, яку закінчила 1930 року.
Одружившись з художником Московського художнього театру Іваном Греміславським, того ж 1930 року переїхала до Москви та стала співробітником Державної академії історії мистецтв. 1932 року перейшла на роботу в Московське відділення Державної академії історії матеріальної культури (від 1937 року — Інститут історії матеріальної культури АН СРСР, від 1957 року — Інститут археології АН СРСР). Була співробітником цього закладу до кінця життя.
1934 року захистила кандидатську дисертацію «Трипільська кераміка». 1949 року захистила докторську дисертацію на тему «Періодизація трипільських поселень».
У 1934–1947 роках була начальником Трипільської експедиції Державної академії історії матеріальної культури (від 1937 року — Інститут історії матеріальної культури АН СРСР) на території України. У 1945 році керувала Пороською археологічною експедицією, що здійснила розвідки археологічних пам'яток від с. Зарубинці до м. Канів і далі до с. Межиріч. У 1947–1968 рр. очолювала Молдовську експедицію Інституту історії матеріальної культури АН СРСР (від 1957 року — Інститут археології АН СРСР).

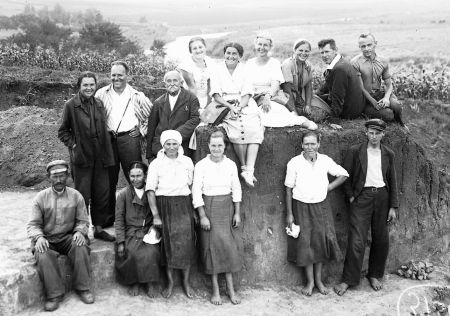
Тетяна Пассек (сидить у центрі) серед учасників Трипільської експедиції в селі Володимирівка

У 1946–1951 роках очолювала Подільську (Дністровську) трипільську експедицію Інституту археології АН УРСР. Досліджувала багатошарове трипільське поселення в селі Лука-Врубловецька на Дністрі та обстежувала низку трипільських пам'яток уздовж берегів приток Дністра — Смотрича, Мукші, Ушиці та інших. Підсумком цих досліджень стали монографія Тетяни Пассек
- «Ранньоземлеробські (трипільські) племена Подністров'я» (1961) та її статті
- «Підсумки робіт трипільської (Дністровської) експедиції за 1950 рік» (1952),
- «Розкопки поселень на Середньому Дністрі» (1953) [1].

## Нагороди
1950 року Пассек присуджено Сталінську премію другого ступеня (100 тисяч карбованців) за працю «Періодизація трипільських поселень (III–II тисячоліть до н. е.)», опубліковану 1949 року.
Нагороджено орденом Леніна, орденом Трудового Червоного Прапора, медалями «За оборону Москви», «За доблесну працю у Великій Вітчизняній війні 1941–1945 рр.».